# Gare de Celon
La gare de Celon est une gare ferroviaire française, de la ligne des Aubrais - Orléans à Montauban-Ville-Bourbon, située sur le territoire de la commune de Celon, dans le département de l'Indre, en région Centre-Val de Loire.
Elle est fermée au trafic des voyageurs, mais ouverte pour l’activité Fret SNCF.

## Situation ferroviaire
Établie à 206 mètres d'altitude, la gare de Celon est située au point kilométrique (PK) 305,400 de la ligne des Aubrais - Orléans à Montauban-Ville-Bourbon, entre les gares d'Argenton-sur-Creuse et d'Éguzon.
La gare dispose de voies de service.

## Histoire

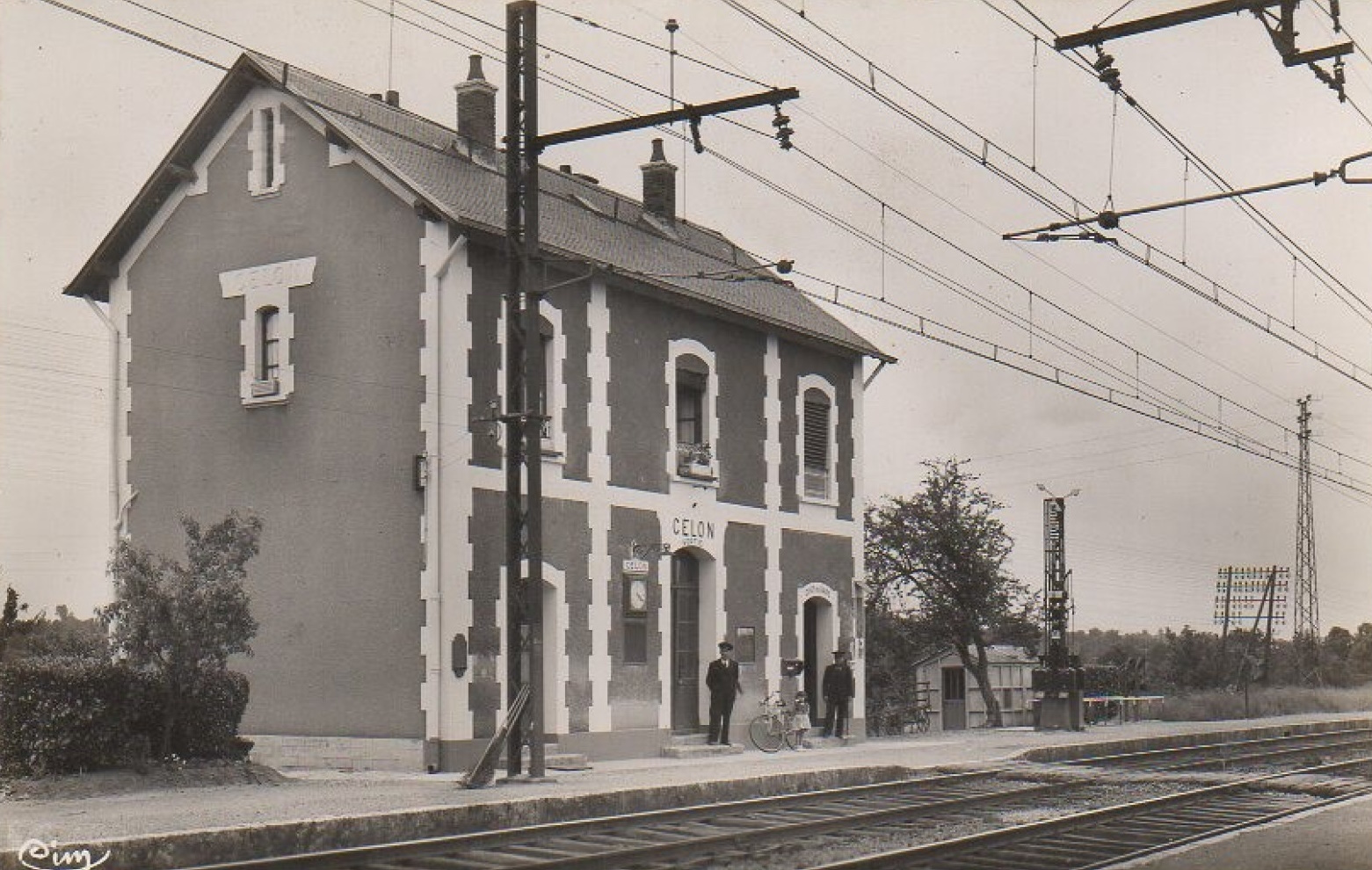
La gare vers 1935

Le 22 janvier 1880, le chef de gare de Celon, croyant la voie libre jusqu'à Éguzon, laisse partir une locomotive vers cette dernière. À mi-chemin, la locomotive tamponne un train de ballast qui venait dans le sens inverse. Un homme d'équipe est tué sur le coup, le chauffeur et le machiniste sont grièvement blessés. Les différents trains par la suite auront environ deux heures de retard.

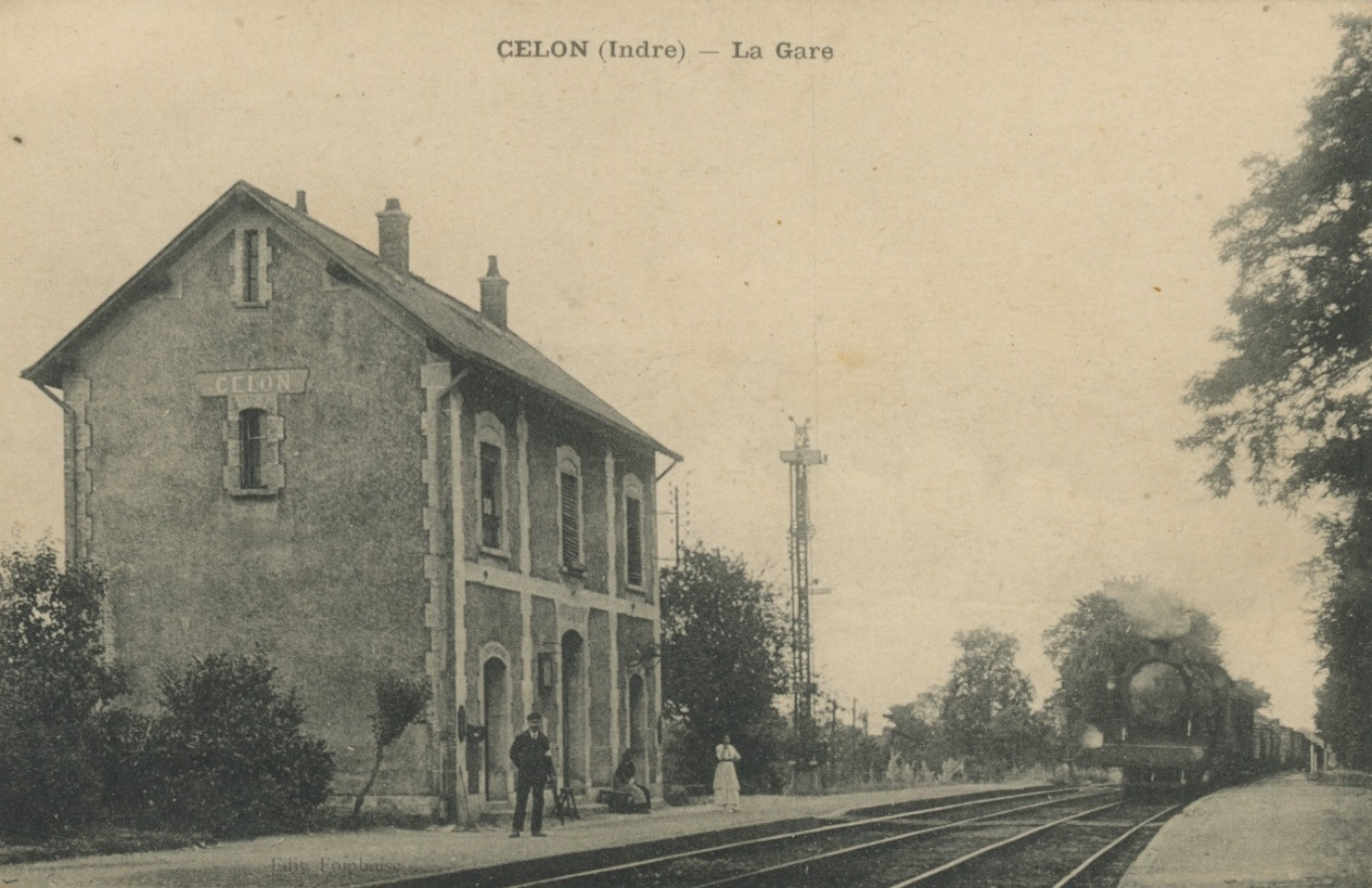
La gare vers 1900

Le 28 mars 1886, le conducteur d'un train de marchandises, monsieur Brissaud, affecté au train de Châteauroux à Limoges, a été mortellement percuté par le train de voyageurs numéro 10 alors qu'il attendait son passage. Les circonstances exactes de l'accident n'ont jamais été élucidées. Le corps de Brissaud, décrit comme broyé et en lambeaux, a été découvert sur la voie par un garde. Le chef de gare de Celon a télégraphié à son homologue d'Argenton, qui a dépêché une machine et un fourgon pour récupérer la dépouille. Après avoir été transporté à l'hospice d'Argenton pour les constatations, le corps a été dirigé sur Limoges pour l'inhumation.
En 1888, la recette de la station est de 67 458 francs.
Dans la nuit du 27 au 28 novembre 1891, peu avant minuit, un employé auxiliaire de la gare, Léon Aubard, qui traversait les voies avec une brouette fut percuté par un train express et mourra de cet accident.
Dans la nuit du 25 au 26 octobre 1899, un malfaiteur qui n'a jamais été découvert a percé plusieurs fûts de vin. La perte est estimée à 3 000 litres.
Dans la nuit du 8 au 9 octobre 1902, vers 3 h 12 du matin, une rame de treize wagons en manœuvre s'est retrouvée sans contrôle, dévalant la pente de Saint-Sébastien en direction de Châteauroux à une vitesse de 120 km/h et entrant en collision avec le train de marchandises n°3207 au niveau de la gare de Celon. Le choc a provoqué des dégâts matériels importants et a entraîné la mort de deux cheminots : le mécanicien et le chauffeur, qui se trouvaient sur une des voies. Les deux voies ont été obstruées jusqu'en milieu d'après midi.
Le 4 septembre 1910 vers 19h25, le train rapide n°10 Limoges - Paris déraille un peu avant son arrivée en gare de Celon. Aucun blessé ne sera déploré et seulement des dégâts matériels. Le train arrivera en gare d'Argenton-sur-Creuse avec environ une heure de retard.
Le 10 mars 1929, deux ouvriers ferroviaires de l'entreprise Grau et Morterat, Léon Cheyroux et Émile Dupuy, tous deux âgés de 24 ans, effectuaient des travaux sur la voie ferrée. Alors qu'ils vérifiaient des tire-fonds à environ 600 mètres de la gare, ils ont été surpris par l'express Toulouse - Paris, qui devait arriver à Châteauroux vers 14 h 40. Les deux ouvriers sont morts sur le coup. Le mécanicien du train, n'ayant pu éviter l'accident, a réussi à arrêter son convoi quelques centaines de mètres plus loin.
Le 1er avril 1933, un accident mortel survient près de l’ancien passage à niveau n°214, à environ 600 mètres au sud de la gare de Celon. Yves Boulouard, manœuvre de 46 ans employé par la maison Drouard Frères, empruntait la voie ferrée pour se rendre à son chantier de Bazaiges lorsqu’il est heurté par un train. Son corps est retrouvé dans le fossé bordant la voie, et l’enquête des gendarmes d’Argenton conclut à un accident. Les investigations retiennent l’hypothèse d’une collision avec le train rapide de denrées passant à 6 h 14 en gare de Celon, l’intéressé ayant probablement été surpris par le convoi ou ayant glissé en tentant de s’écarter. Les mécaniciens des trains interrogés déclarèrent ne s’être aperçus de rien.
Le 15 octobre 1938, un accident mortel est survenu, impliquant l'ouvrier Justin Marandon, âgé de 53 ans. Alors qu'il déchargeait du minerai, il a traversé les voies. Après avoir laissé passer un train omnibus, il est resté sur la voie adjacente. C'est à ce moment qu'il a été percuté par l'express n°55, roulant à 100 km/h. Le bruit du premier train l'a empêché d'entendre l'express arriver. Marandon a été tué sur le coup, et les débris de son corps ont été ramassés sur plus de cent mètres.
Le 8 juin 1953, une draisine déraille aux environs de la gare dans les alentours de 10h30. Aucun accident de personne n'est a déplorer mais les deux voies ont été obstruées. Une des voies a été rétablie dans l'après midi et les trains ont subi des retards d'environ 1h à 1h30.

Le bâtiment voyageurs est toujours présent en 2025 malgré l'abandon. 

L'état du bâtiment en 2025
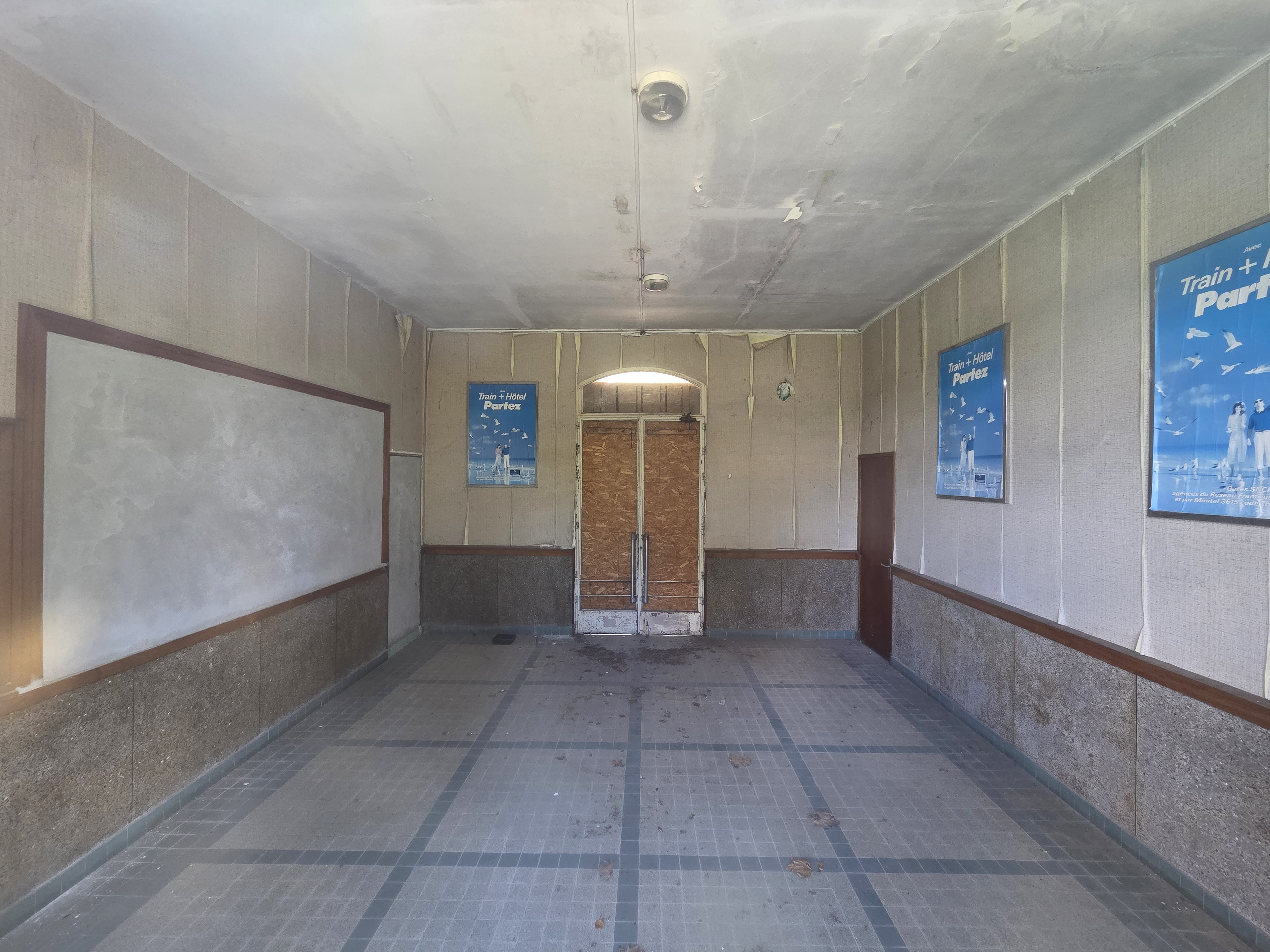
La salle d'attente en 2025
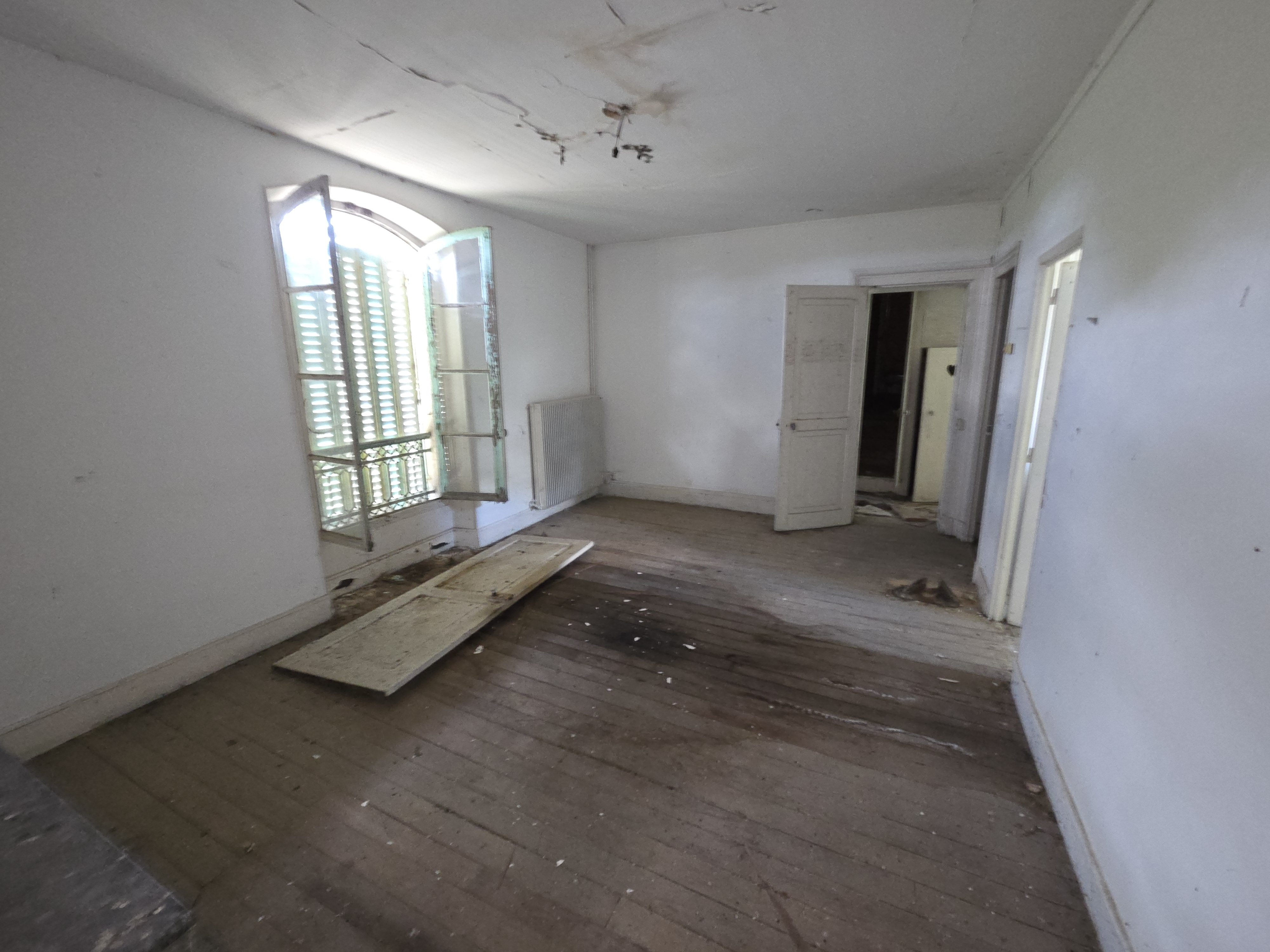
La pièce principale du logement en 2025

## Service des voyageurs
Celon est aujourd'hui fermée au trafic des voyageurs.
L'ancien bâtiment voyageurs et les deux quais latéraux sont toujours visibles et en bon état.

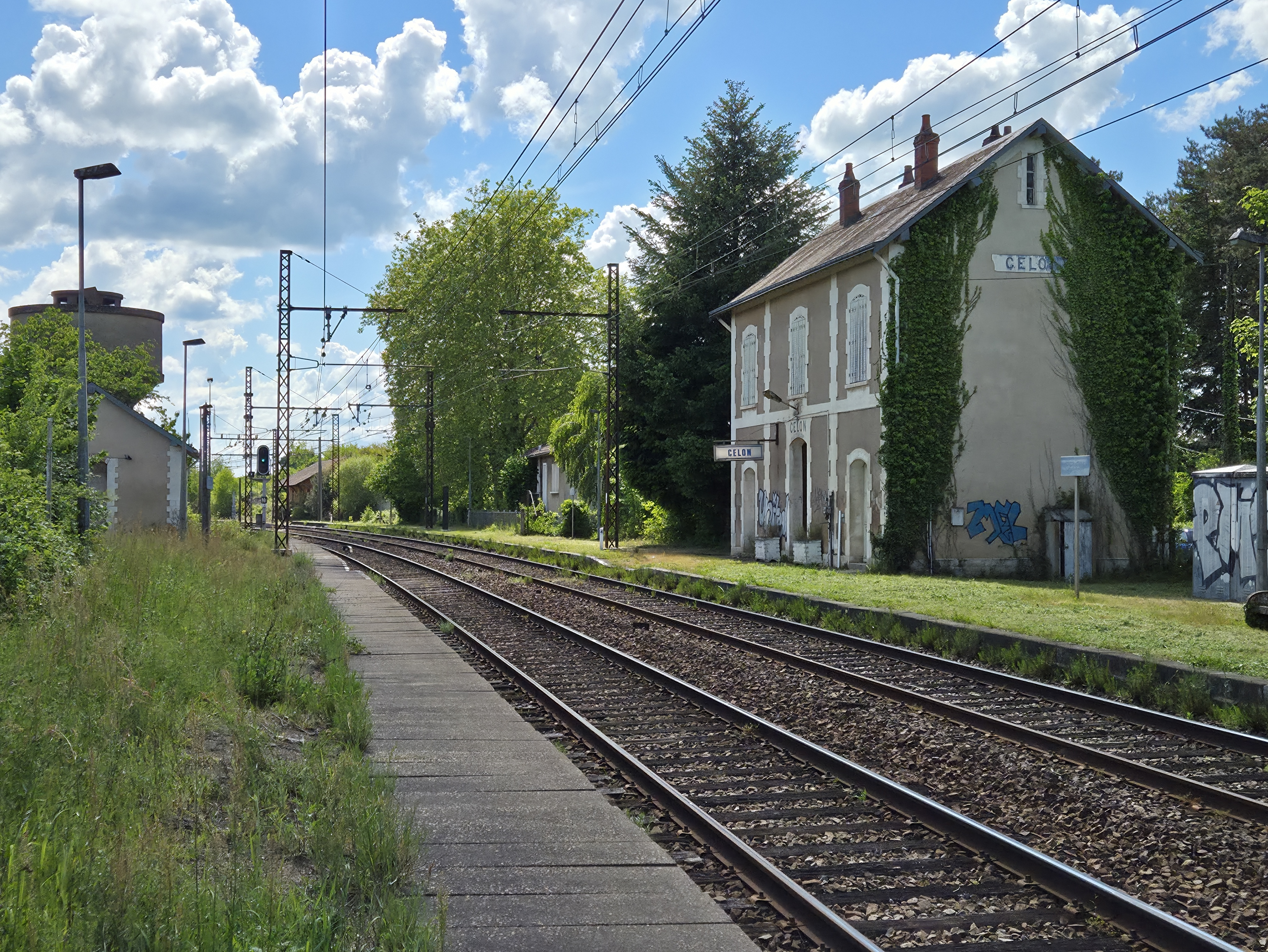
Quai autrefois desservi par les trains en direction de Limoges
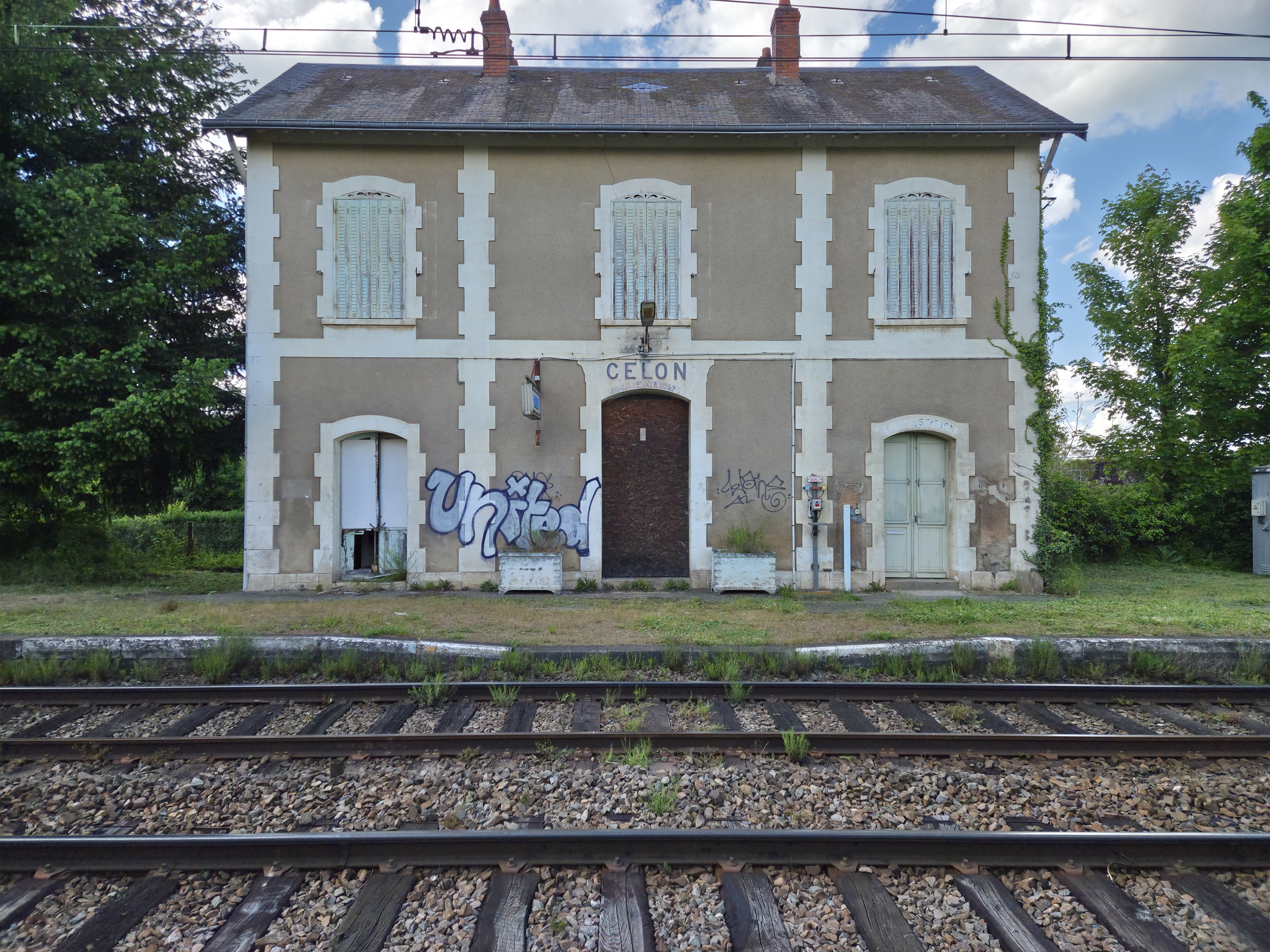
Le bâtiment voyageurs en 2025
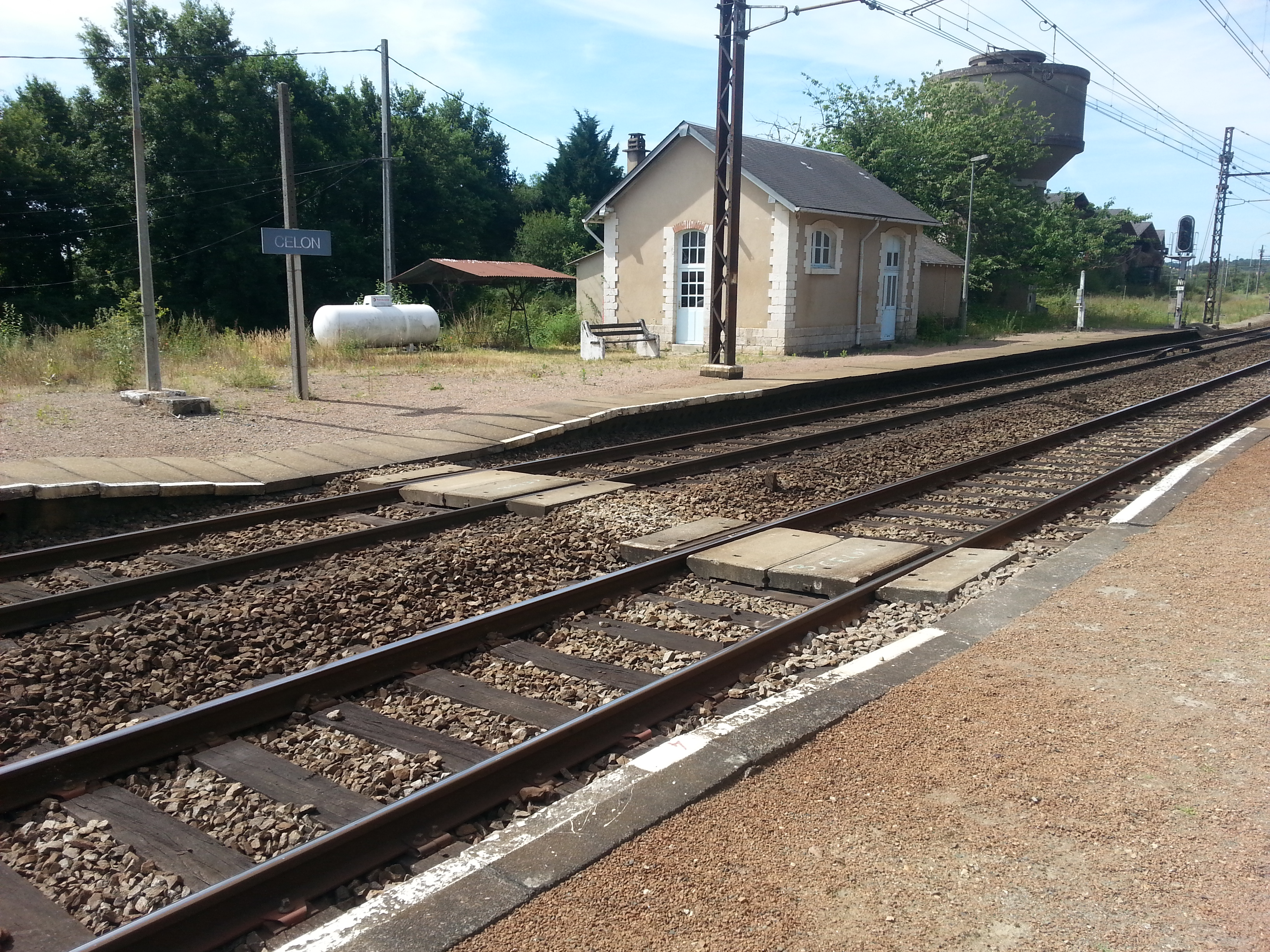
La traversée de voies, toujours existante en 2015.
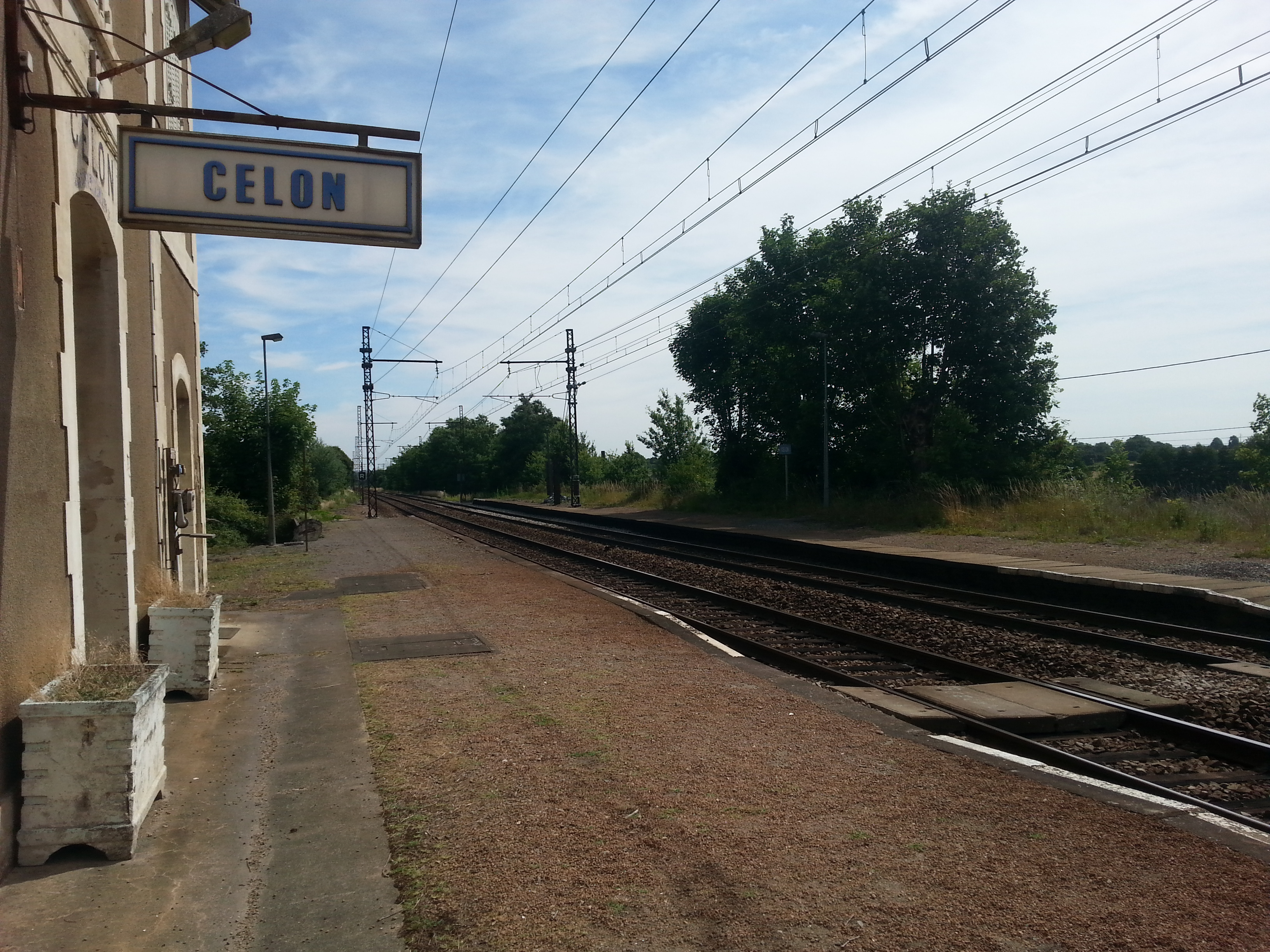
Quai vers Châteauroux.

## Service des marchandises

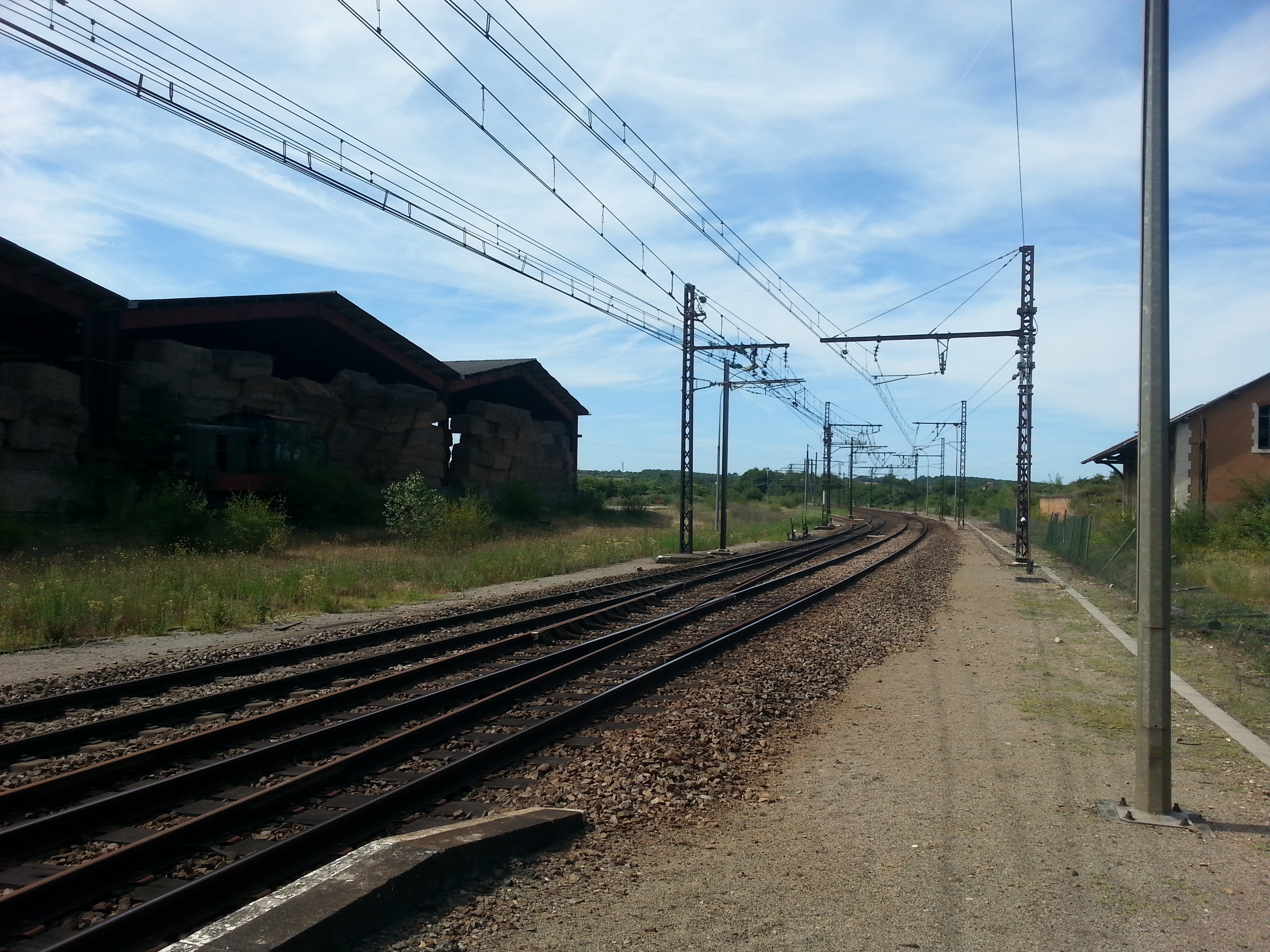
Les voies et le centre de stockage argile et de barytine.

La gare est ouverte au service du fret et possède un embranchement particulier (ITE).
Elle dessert un centre de stockage d'argile et de barytine, qui se trouve à proximité.